# Daru (Papouasie-Nouvelle-Guinée)
Pour les articles homonymes, voir Daru.
Daru est une ville de Papouasie-Nouvelle-Guinée, capitale de la Province ouest. La ville est entièrement située sur une île du même nom près de l'embouchure du fleuve Fly au nord du détroit de Torres.
Sa population est de 12 879 habitants (recensement 2000)